# Heterobelba africana
Heterobelba africana är en kvalsterart som beskrevs av Balogh 1958. Heterobelba africana ingår i släktet Heterobelba och familjen Heterobelbidae. Inga underarter finns listade i Catalogue of Life.